# Baiyuerius
Genre
Baiyuerius est un genre d'araignées aranéomorphes de la famille des Agelenidae.

## Distribution
Les espèces de ce genre se rencontrent en Chine et au Viêt Nam.

## Liste des espèces
Selon World Spider Catalog (version 26, 20/05/2025) :
- Baiyuerius acroprocessus (Zhang, Zhu & Wang, 2017)
- Baiyuerius arcticus Wei & J. Liu, 2025
- Baiyuerius carcharus Wei & J. Liu, 2025
- Baiyuerius chongzu Wei & J. Liu, 2025
- Baiyuerius cuii Wei & J. Liu, 2025
- Baiyuerius daxi Zhao, B. Li & S. Li, 2023
- Baiyuerius digitus Wei & J. Liu, 2025
- Baiyuerius fengbini Wei & J. Liu, 2025
- Baiyuerius globasus (Wang, Peng & Kim, 1996)
- Baiyuerius imitatus Wei & J. Liu, 2025
- Baiyuerius jiquanyui Wei & J. Liu, 2025
- Baiyuerius loong Wei & J. Liu, 2025
- Baiyuerius pindong Zhao, B. Li & S. Li, 2023
- Baiyuerius processus (Xu & Li, 2007)
- Baiyuerius rotulus (Liu, Li & Pham, 2010)
- Baiyuerius rugosus (Wang, Peng & Kim, 1996)
- Baiyuerius shaanensis Wei & J. Liu, 2025
- Baiyuerius shenyunxiaoi Wei & J. Liu, 2025
- Baiyuerius shenzhen Luo, Lu, Zhang & Wang, 2023
- Baiyuerius subyanlingensis (Liu & Xu, 2020)
- Baiyuerius wenshanensis Wei & J. Liu, 2025
- Baiyuerius yuelu Luo, Lu, Zhang & Wang, 2023
- Baiyuerius zhuping Zhao, B. Li & S. Li, 2023
- Baiyuerius zuojiang Zhao, B. Li & S. Li, 2023

## Systématique et taxinomie
Ce genre a été décrit par Zhao, Li et Li en 2023 dans les Agelenidae.

## Publication originale
- Zhao, Li, Zhang, Ballarin, Pham & Li, 2023 : « Baiyuerius gen. nov., a new genus of Coelotinae (Araneae, Agelenidae) spiders from China and Vietnam. » ZooKeys, vol. 1165, p. 43-60 (texte intégral).